# Anonychomyrma gilberti
Anonychomyrma gilberti es una especie de hormiga del género Anonychomyrma, familia Formicidae. Fue descrita científicamente por Forel en 1902.
Se distribuye por Australia. Se ha encontrado a elevaciones de hasta 600 metros. Vive en microhábitats como troncos. También frecuenta la selva tropical.